# Душиньский, Ежи (актёр)

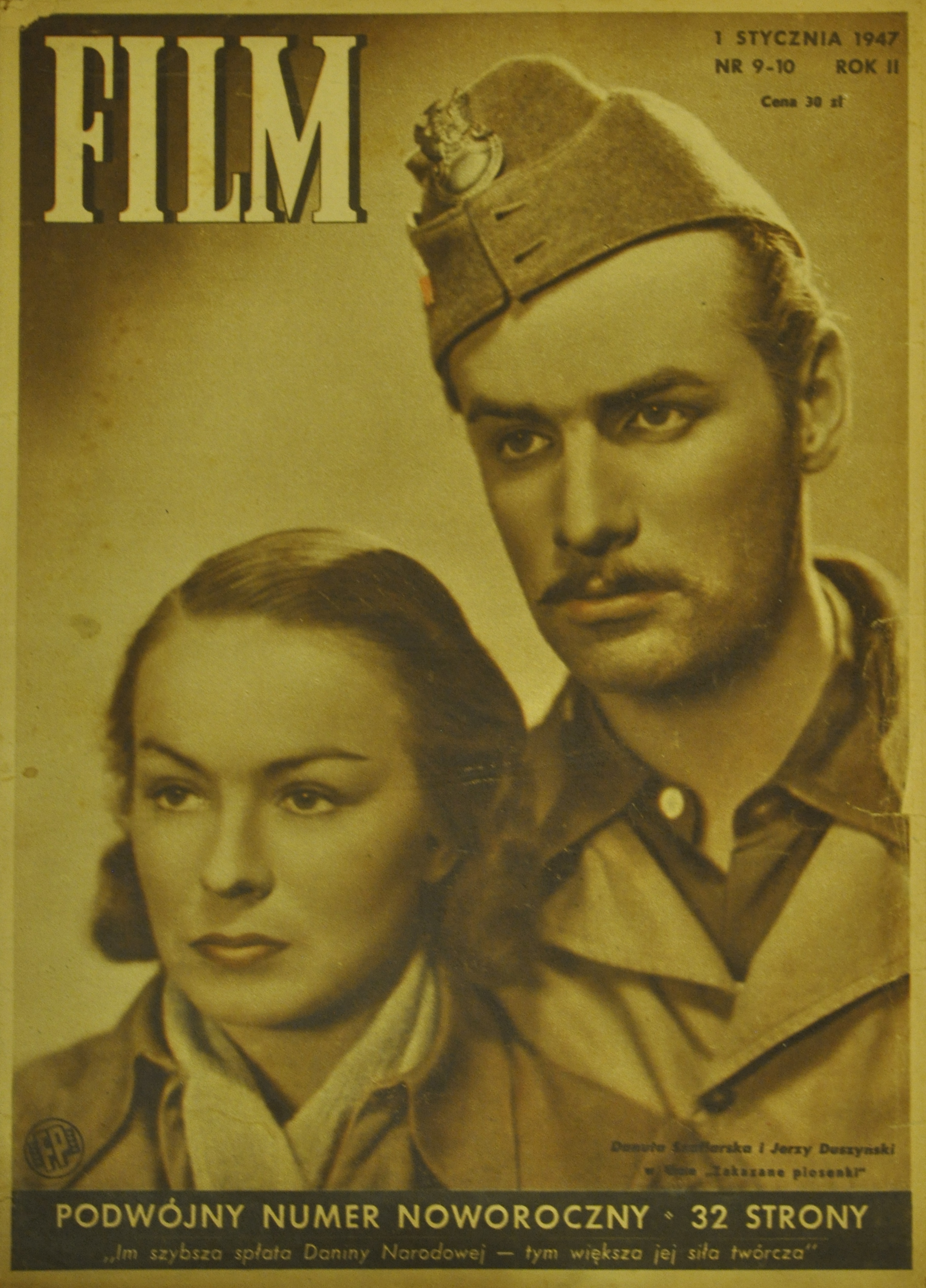
Данута Шафлярская и Ежи Душиньский в фильме «Запрещённые песенки». Фото из журнала «Film». 1947 г.

Ежи Душиньский (пол. Jerzy Duszyński) — польский актёр театра, кино и телевидения.

## Биография
Ежи Душиньский родился 15 мая 1917 года в Москве. Дебютировал в Польском театре в Варшаве в 1939 г. Актёрское образование получил в Государственном институте театрального искусства в Варшаве, который окончил в 1939 году. Актёр театров в Вильнюсе, Белостоке, Лодзи и Варшаве. Выступал в спектаклях «театра телевидения» в 1964—1978 гг. Умер 23 июля 1978 года в Варшаве. Похоронен на кладбище Старые Повонзки.
Его жена — актриса Ханка Белицкая.

## Избранная фильмография
| Год  | Русское название                    | Оригинальное название               | Роль                                            |
| ---- | ----------------------------------- | ----------------------------------- | ----------------------------------------------- |
| 1946 | Два часа                            | Dwie godziny                        | Марек                                           |
| 1946 | Запрещённые песенки                 | Zakazane piosenki                   | Роман, брат Халины                              |
| 1948 | Моё сокровище                       | Skarb                               | Витек, муж Крыси                                |
| 1951 | Варшавская премьера                 | Warszawska premiera                 | Влодзимеж Вольский                              |
| 1952 | Юность Шопена                       | Młodość Chopina                     | Стефан Витвицкий                                |
| 1953 | Солдат Победы                       | Żołnierz Zwycięstwa                 | Генрик Личиньский                               |
| 1954 | Карточный домик                     | Domek z kart                        | избивающий редакторов                           |
| 1954 | Автобус отходит в 6.20              | Autobus odjeżdża 6:20               | Виктор Порадский                                |
| 1958 | Чёрный батальон                     | Černý prapor                        | Антек                                           |
| 1959 | Скандал из-за Баси                  | Awantura o Basię                    | Станислав Ольшовский                            |
| 1959 | Кафе «Минога»                       | Cafe pod Minogą                     | Анджей Загурский, редактор                      |
| 1960 | Муж своей жены                      | Mąż swojej żony                     | Куркевич, спортивный журналист                  |
| 1963 | Далека дорога                       | Daleka jest droga                   | ротмистр                                        |
| 1964 | Барышня в окошке                    | Panienka z okienka                  | Денгоф                                          |
| 1966 | Предпраздничный вечер               | Wieczór przedświąteczny             | Ежи Залевский, врач                             |
| 1969 | Человек с ордером на квартиру       | Człowiek z M-3                      | служащий                                        |
| 1969 | Приключения канонира Доласа         | Jak rozpętałem drugą wojnę światową | итальянский солдат                              |
| 1970 | Гидрозагадка                        | Hydrozagadka                        | доцент Фронтчак                                 |
| 1973 | Час пик                             | Godzina szczytu                     | профессор                                       |
| 1976 | Большая система                     | Wielki układ                        | Вуйчик, начальник Яницкого                      |
| 1976 | Сохранить город                     | Ocalić miasto                       | Ганс Франк                                      |
| 1977 | Индекс                              | Indeks                              | дядя Кароль                                     |
| 1977 | Смерть президента                   | Śmierć prezydenta                   | маршал Юзеф Пилсудский                          |
| 1978 | Что ты мне сделаешь, когда поймаешь | Co mi zrobisz jak mnie złapiesz     | Казё, конфликтный клиент в магазине деликатесов |
| 1979 | Доктор Мурек (только в 1-й серии)   | Doktor Murek                        | Невярович, президент города                     |

## Признание
- Золотой Крест Заслуги.
- Кавалерский крест Ордена Возрождения Польши.